# SV Admira Wiener Neustadt
Der SV Admira Wiener Neustadt ist ein österreichischer Fußballverein aus Wiener Neustadt in Niederösterreich.

## Geschichte

### Gründungsgeschichte des Arbeitersportklubs
Bereits 1915 fanden sich fußballbegeisterte junge Männer aus dem Wiener Neustädter Stadtteil Josefstadt zusammen, um auf dem Flugfeld in der Etrichgasse dem damals als „Fetzenlaberl“ bekannten Ball nachzujagen. 1918 beschlossen einige dieser jungen Herren, einen neuen Fußballverein zu gründen. 1919 wurde der Arbeitersportklub Admira Wiener Neustadt bei der Behörde angemeldet und damit offiziell gegründet. In die ersten Meisterschaftsjahre startete der Verein ausschließlich mit Spielern aus der Josefstadt und vom Flugfeld. Wenige Jahre nach der Gründung übersiedelte der Arbeitersportklub von der Wöllersdorferstraße auf den heutigen Wackerplatz in der Fischauergasse.

### Zwischenkriegszeit und Aufstieg in die Landesklasse
In der Saison 1922/23 holte sich die junge Mannschaft mit dem überlegenen Titelgewinn in der 4. Klasse Wechsel ihren ersten Meistertitel. 1930 stand der Verein knapp vor seiner Auflösung, mit einer neuen Mannschaft erreichten die Wiener Neustädter aber kurz darauf den Aufstieg in die 1. Klasse Süd. Aufgrund der politischen Unruhen im Österreich des Jahres 1934 wurde der Spielbetrieb des Arbeitervereins zwangsweise eingestellt, konnte aber 1935 mit der Kampfmannschaft und erstmals auch mit einer Jugendmannschaft wieder aufgenommen werden. Neben unzähligen Erfolgen in Freundschaftsspielen gegen Vereine aus Prag, Brünn, Olmütz, Budapest und Ödenburg gelang ihnen im Spieljahr 1935/36 endlich auch ein Erfolg über ihren traditionsreichen Stadtrivalen, den im Jahr 1908 gegründeten, bis dahin viermaligen niederösterreichischen Landesmeister 1. Wiener Neustädter SC. 1940 wurde der Verein zusammen mit den Wiener Neustädter Klubs Josefstadt und Rapid zwangsaufgelöst und die Vereinsbestandteile gingen im 1. Wiener Neustädter SC und der Reichsbahn Wacker (dem heutigen ESV Haidbrunn-Wacker Wr. Neustadt) auf.

### Fusion und erster Höhenflug nach dem Krieg
Nach dem Zweiten Weltkrieg nahm die Admira als erster niederösterreichischer Fußballverein ihren Spielbetrieb wieder auf und übersiedelte vom Wacker-Platz auf den heute vereinseigenen Admiraplatz. Der Klubname änderte sich durch die Unterstützung der Raxwerke in ASK Raxwerke Admira Wiener Neustadt. Kurze Zeit später fusioniert der Arbeitersportklub mit dem Fußballclub Josefstadt und trat in den nächsten Jahrzehnten als SV Raxwerke Admira-Josefstadt auf.
Am Ende der Saison 1951/52 stiegen die Wiener Neustädter aus der 1. Klasse in die 2. Klasse Süd ab, schafften aber bereits 1955 den Wiederaufstieg und den Durchmarsch bis in die 2. Niederösterreichische Liga. Ihren bis dahin größten Nachkriegserfolg erzielten die Admiraner mit dem Meistertitel der Saison 1957/58 und dem damit verbundenen Aufstieg in die drittklassige Landesliga. Ein sportliches Highlight war neben diesem Meistertitel auch das Freundschaftsspiel gegen eine Auswahl aus Ungarn, bei der Spieler Ferenc Puskás und Sándor Kocsis ihr Können zeigten.
Das erste Jahr in der Landesliga schloss der SV Raxwerke Admira-Josefstadt auf Platz elf ab, in der Folgesaison 1959/60 reichte es immerhin zu Rang fünf. Vorerst konnte der Abstieg aus der Landesliga mit arrivierten Spielern noch verhindert werden. Nach acht Jahren in der Landesliga musste der Sportverein 1966 schließlich in die 2. Liga und ein Jahr darauf noch in die 1. Klasse Süd absteigen.

### Die goldenen Jahre und der Aufstieg in die Nationalliga
1968 begann mit der Verpflichtung von Hans Besenlehner als Trainer das Goldene Zeitalter der Admira, das innerhalb von fünf Jahren mit dem Durchmarsch von der 1. Klasse bis in die Nationalliga, der damals obersten Profispielklasse Österreichs, ihre Krönung fand. 1969 feierte der Verein den Meistertitel vor dem Stadtrivalen ESV Wacker in der Unterliga Süd-Südost, 1971 spielten die Blau-Schwarzen bereits in der Landesliga.
Für die erste Saison in der damals dritten Spielstufe verstärkte sich die Admira und setzte sich im Kampf um den Aufstieg in die Regionalliga gegen gestandene Landesligavereine wie SC Marchegg, Kremser SC und Badener AC überlegen durch.
Für die Regionalligasaison verstärkte sich der SV Raxwerke Admira-Josefstadt mit Nationalliga-erfahrenen Neuzugängen. Zur Winterpause fixierten die Admira in einem packenden Finish den Herbstmeistertitel vor dem Lokalrivalen 1. Wiener Neustädter SC. Am Ende der Saison 1971/72 holten sich die Niederösterreicher vier Punkte vor dem SV Wienerberger und fünf Zähler vor dem Traditionsverein Wiener AC den Meistertitel und erreichten mit dem Aufstieg in die Nationalliga den bis heute größten Erfolg in der langjährigen Vereinsgeschichte.

### Die Admira in der Nationalliga 1972/73
Nach dem Aufstieg in Österreichs höchste Fußballliga änderten die Niederösterreicher ihren Vereinsnamen in SV Admira Wiener Neustadt, um in der obersten Spielklasse wieder mehr Verbundenheit mit der Heimatstadt Wiener Neustadt zu zeigen. In der Meisterschaft trat der Verein unter Anführung des Sponsornamens als SV Myrtle Mill Admira Wiener Neustadt an. Um die Zielvorgabe „Klassenerhalt“ zu schaffen, verpflichteten die Niederösterreicher, die weiterhin auf Trainer Hans Besenlehner vertrauten, die Rapid-Legende Rudolf Flögel, Austrias Teamspieler Alfons Dirnberger sowie einige weniger namhafte zweitklassige Legionäre.
In der Auftaktrunde erreichte die Admira zuhause ein 0:0-Remis gegen Donawitz, musste danach aber vier Niederlagen in Folge hinnehmen, wobei man neben den Debakeln gegen GAK (2:6) und Innsbruck (0:5) gegen die Vienna (0:1) und Rapid (1:2) mit sehr guten Leistungen nur äußerst knapp verlor. Ab der sechsten Runde war die Mannschaft eingespielt und erreichte Remis gegen den Linzer ASK, SK Sturm Graz und Schwarz-Weiß Bregenz. Die Niederlagen fielen, bis auf eine Ausnahme gegen Austria Wien (1:5), bis zum Ende der Herbstmeisterschaft nur mehr äußerst knapp aus. Den einzigen Sieg in der Hinrunde feierte die Admira Wiener Neustadt am 11. November im eigenen Stadion gegen VÖEST Linz mit 3:2.
Nach der Winterpause besiegten die Niederösterreicher im Auftaktspiel zur Frühjahrsrunde den SC Eisenstadt mit 1:0 und in der übernächsten Runde sensationell den Grazer AK mit 2:1. Danach verlor die Admira aber ihre Spiele gegen Vienna (0:7), Innsbruck (0:1) und Rapid (1:2). Die letzten beiden Punkte eroberte Wiener Neustadt in den Runden 21 und 22 gegen den LASK (1:1) und Austria Salzburg (2:2). In den restlichen acht Begegnungen vermochte der Verein nicht mehr zu punkten, wobei die Niederlagen zumeist sehr hoch ausfielen (z. B. 0:5 gegen Admira/Wacker und Sturm Graz). Am Saisonende belegte die Admira mit 12 Punkten aus drei Siegen und sechs Unentschieden weit abgeschlagen den 14. und letzten Tabellenplatz und musste das Kapitel Nationalliga damit nach nur einer Saison bereits wieder schließen.

### Der schnelle Abstieg in die Bedeutungslosigkeit
In der Regionalligasaison 1973/74 verpasste der SV Admira Wiener Neustadt als Viertplatzierter mit 27 Zählern nur aufgrund der etwas schlechteren Tordifferenz gegen den punktegleichen Badener AC die Qualifikation zur nunmehr zweitklassigen Nationalliga. Durch die Einführung der Bundesliga als erster und der Nationalliga als zweiter Spielstufe war die, in der bisher zweitklassigen Regionalliga spielende Admira, ohne weiteren Abstieg damit nur mehr drittklassig.
Nachdem sich die Admira durch zahlreiche prominente Verpflichtungen in den vorhergehenden Jahren auch finanziell überhoben hatte, folgte in der Regionalligasaison 1973/74 ein großer Schnitt im Spielerkader, der dem Verein jegliche Chance nahm, sich in der Liga zu halten. Am Saisonende belegte man auf Grund der schlechteren Tordifferenz hinter den punktegleichen Vereinen Helfort und Siegendorf nur den 14. Rang und stieg in die Landesliga ab. In den Jahren darauf folgte der tiefe Durchmarsch bis in die untersten Spielklassen des Niederösterreichischen Fußballverbandes. 1983 konnte die Admira die Meisterschaft in der „2. Klasse Steinfeld“ für sich entscheiden und nach drei Jahren den Meistertitel der „1. Klasse Süd“ gewinnen. Dem Aufstieg in die nächsthöhere Spielstufe folgte aber umgehend wieder der Abstieg bis in die „2. Klasse Steinfeld“, der letzten niederösterreichische Liga, in der die Admira bis heute (Saison 2016/17) spielt.

## Titel und Erfolge
- 1 × Teilnahme Nationalliga: 1973
- 1 × NÖ-Landesmeister: 1971
- 1 × NÖ-Landespokalsieger: 1971

weiter in chronologischer Reihenfolge:
- Meister 4. Klasse Wechsel: 1923
- Meister 2. Klasse Süd C: 1955
- Meister 1. Klasse Süd Mitte: 1956
- Meister 2. Liga Süd:	1958
- Meister 1. Klasse Süd (5): 1968
- Meister Unterliga Süd-Südost (4): 1969
- Meister Landesliga (3): 1971
- Meister Regionalliga Ost (2): 1972
- Meister 2. Klasse Steinfeld: 1983
- Meister 1. Klasse Süd: 1986

Erklärung: Die Zahl in der Klammer gibt die Spielstufe an

## Bekannte Spieler
- Stefan Luzsicza (* 1947)
- Rudolf Flögel
- Walter Glechner
- Hans Menasse
- Günther Fuchs
- Alfons Dirnberger
- Karl Fröhlich